# Wahlkreis Apolda – Weimar, Land I
Der Wahlkreis Apolda – Weimar, Land I war ein Landtagswahlkreis zur Landtagswahl in Thüringen 1990, der ersten Landtagswahl nach der Wiedergründung des Landes Thüringen. Er hatte die Wahlkreisnummer 21.
Der Wahlkreis umfasste den kompletten damaligen  Landkreis Apolda mit folgenden Städten und Gemeinden: Apolda, Auerstedt, Eberstedt, Eckolstädt, Flurstedt, Gebstedt, Großheringen, Großromstedt, Hermstedt, Herressen, Kapellendorf, Kleinromstedt, Ködderitzsch, Kösnitz, Liebstedt, Mattstedt,
Münchengosserstädt, Niederreißen, Niederroßla, Niedertrebra, Nirmsdorf, Oberndorf, Oberroßla, Obertrebra, Oßmannstedt, Pfiffelbach, Pfuhlsborn, Rannstedt, Reisdorf, Schmiedehausen, Schöten, Sonnendorf, Stobra, Bad Sulza, Utenbach, Wickerstedt, Willerstedt, Wormstedt, Zottelstedt, Oberreißen
sowie Teile des damaligen Landkreises Weimar-Land mit folgenden Städten und Gemeinden: Alt- u. Neudörnfeld, Barchfeld a. d. Ilm, Blankenhain, Buchfart, Döbritschen, Frankendorf, Gelmeroda, Göttern, Großobringen, Großschwabhausen, Hammerstedt, Hetschburg, Hohenfelden, Hohlstedt, Keßlar, Kiliansroda, Kleinschwabhausen, Kranichfeld, Kromsdorf, Legefeld, Lehnstedt, Lengefeld, Leutenthal, Lohma, Loßnitz, Magdala, Maina, Mechelroda, Mellingen, Nauendorf, Nermsdorf, Niedersynderstedt, Oettern, Ottstedt b. Magdala, Possendorf, Rohrbach, Rottdorf, Saalborn, Sachsenhausen, Süßenborn, Taubach, Troistedt, Tromlitz, Umpferstedt, Vollersroda, Wiegendorf und Wohlsborn

## Ergebnisse
Die Landtagswahl 1990 fand am 14. Oktober 1990 statt und hatte folgendes Ergebnis für den Wahlkreis Apolda – Weimar, Land I:
| Direktkandidat | Partei (Kürzel) | Erststimmen (%) | Zweitstimmen (%) |
| -------------- | --------------- | --------------- | ---------------- |
| Manfred Spieß  | CDU             | 46,8            | 50,2             |
|                | Chr. L          | -               | 00,2             |
|                | DFD             | -               | 00,6             |
|                | REP             | -               | 00,7             |
|                | DBU             | -               | 00,3             |
|                | DSU             | 04,2            | 01,9             |
|                | F.D.P.          | 13,5            | 12,3             |
|                | LL-PDS          | 05,8            | 05,9             |
|                | NPD             | -               | 00,3             |
|                | NFGRDJ          | 05,7            | 05,4             |
|                | SPD             | 19,7            | 21,2             |
|                | UFV             | 01,5            | 00,8             |

Es waren 52.428 Personen wahlberechtigt. Die Wahlbeteiligung lag bei 73,0 %.  Als Direktkandidat wurde Manfred Spieß(CDU) gewählt. Er erreichte 46,8 % aller gültigen Stimmen.